# ヴィルハ
ヴィルハ(ウクライナ語: «Вільха»)は、誘導ミサイルを発射するウクライナの多連装ロケット砲である。国家キーウ設計局ルーチによって設計され、2010年代にBM-30 スメルチを基に開発された。

## 概要
ヴィルハはBM-30 スメルチを基に2010年代に開発され、2018年にウクライナ軍に配備された。乗員は4人で、12発のロケット弾すべてを45秒で発射できる。最高速度は100 km/hである。発射されるロケットにはマイクロモーターが搭載されており、ロケットの射程を伸ばし、飛行中の安定性を維持するとされている。自動および手動の射撃統制システムを備えている。
2022年ロシアのウクライナ侵攻の際に使用されたことが確認されている。
使用するロケット弾は、既存の9M55を改良し精度を向上させた射程70 km、弾頭重量250kgのR624や、弾頭重量を170kgに減らして射程を130kmに伸ばした代わりに精度が少し低下したR624M（Vilkha-M）がある。Vilkha-Mロケットは、アメリカのM142 HIMARSが発射するGMLRSロケットと比較して射程距離が長く、ペイロードが重い。

## ギャラリー

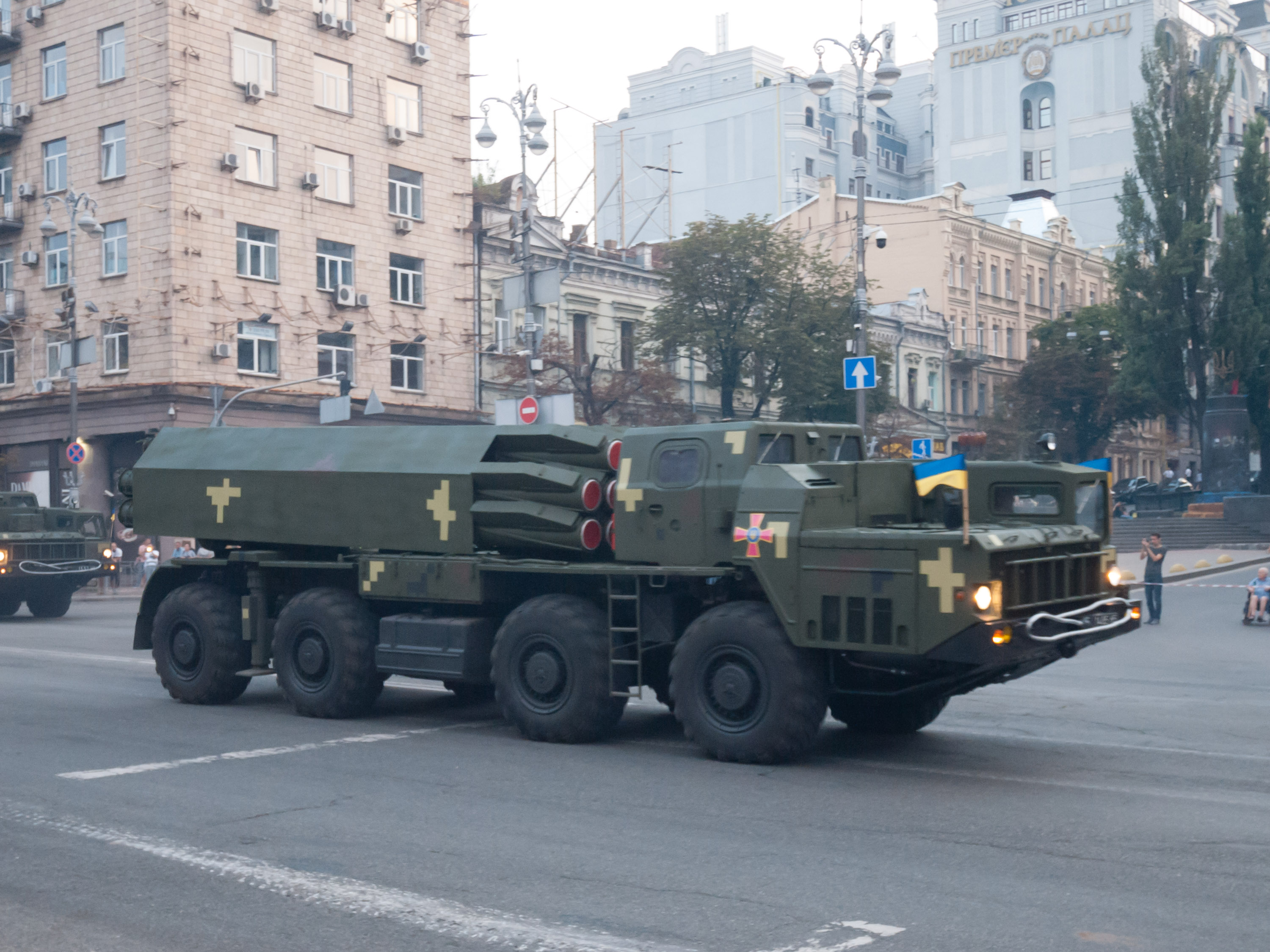
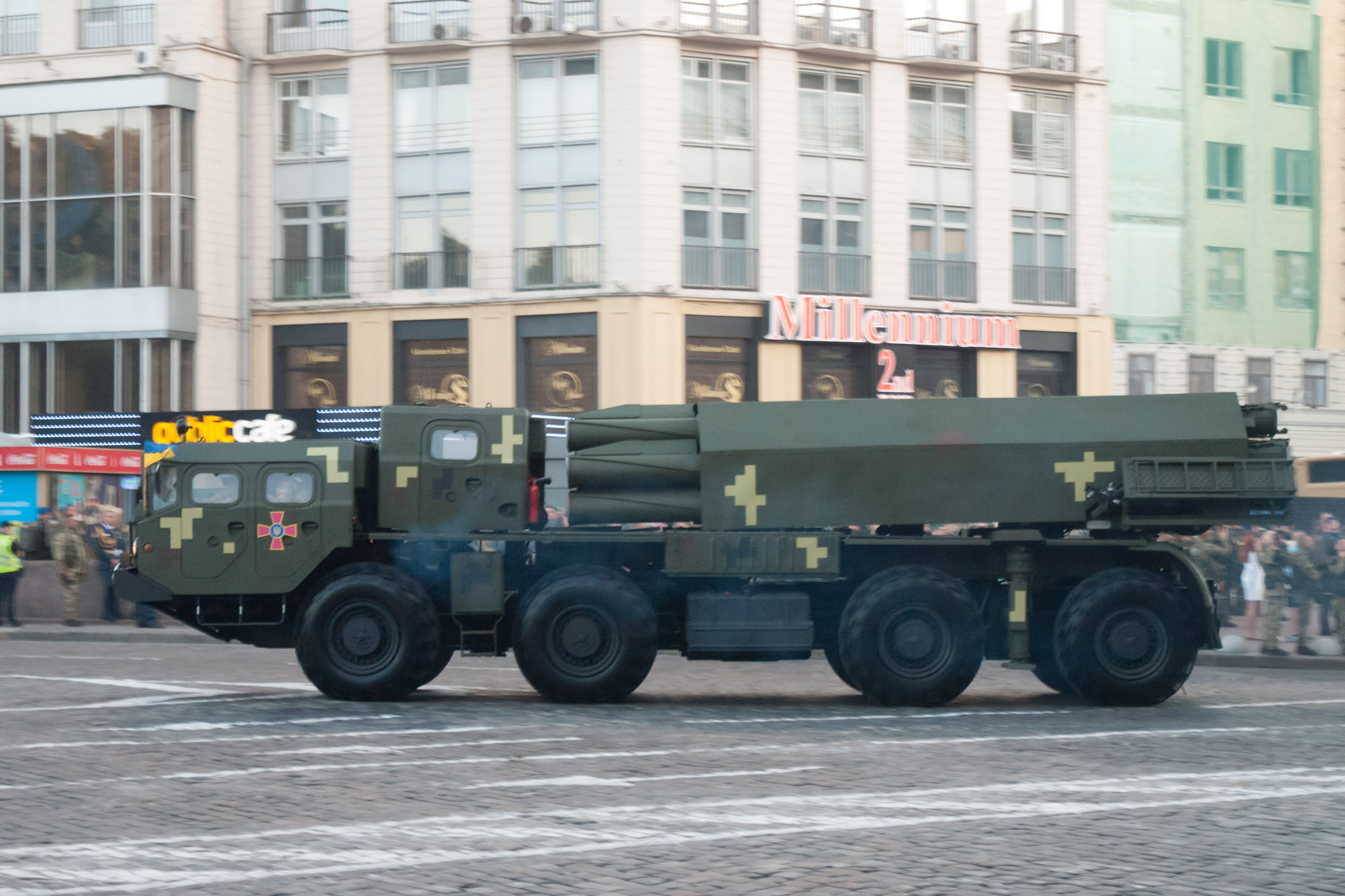
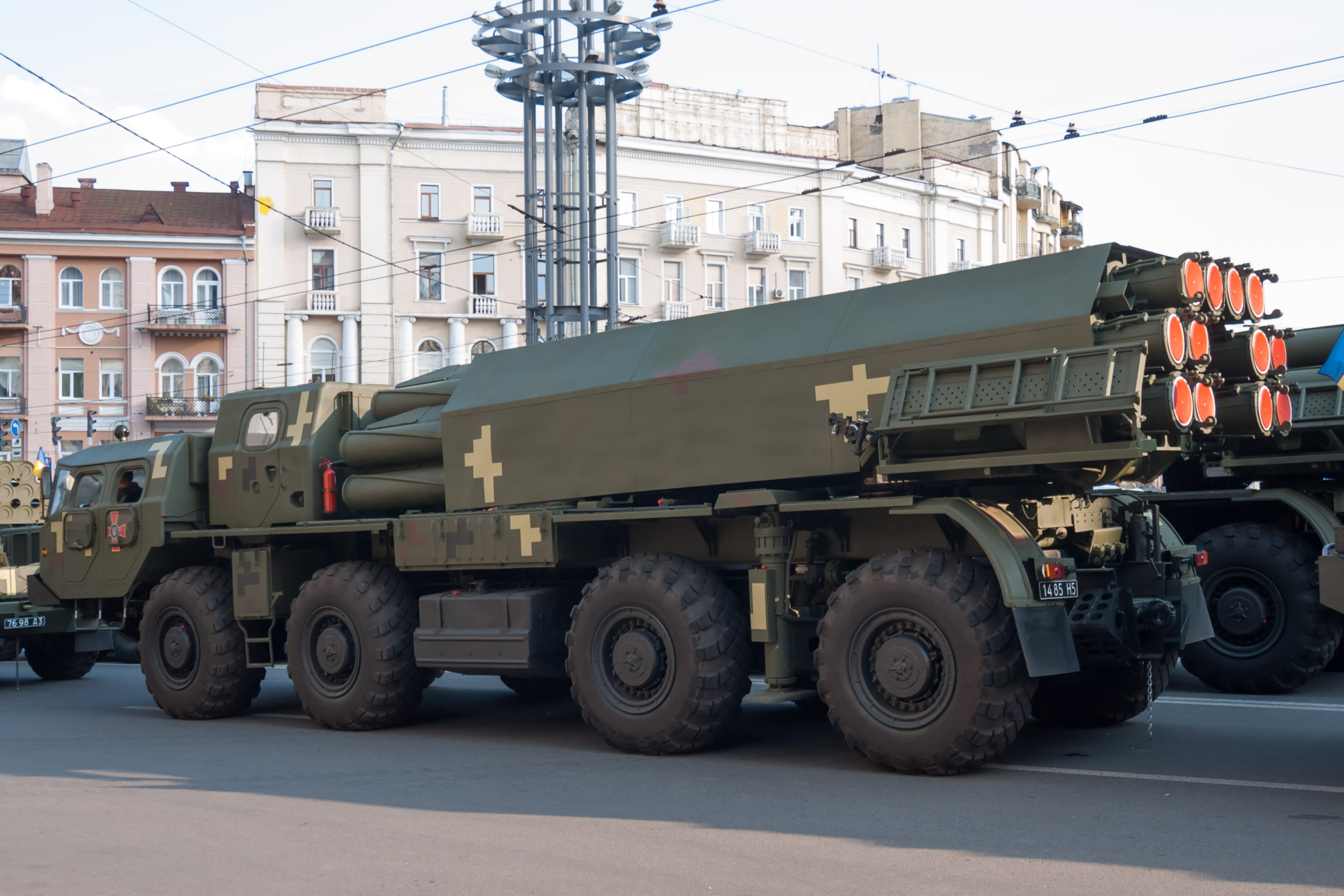
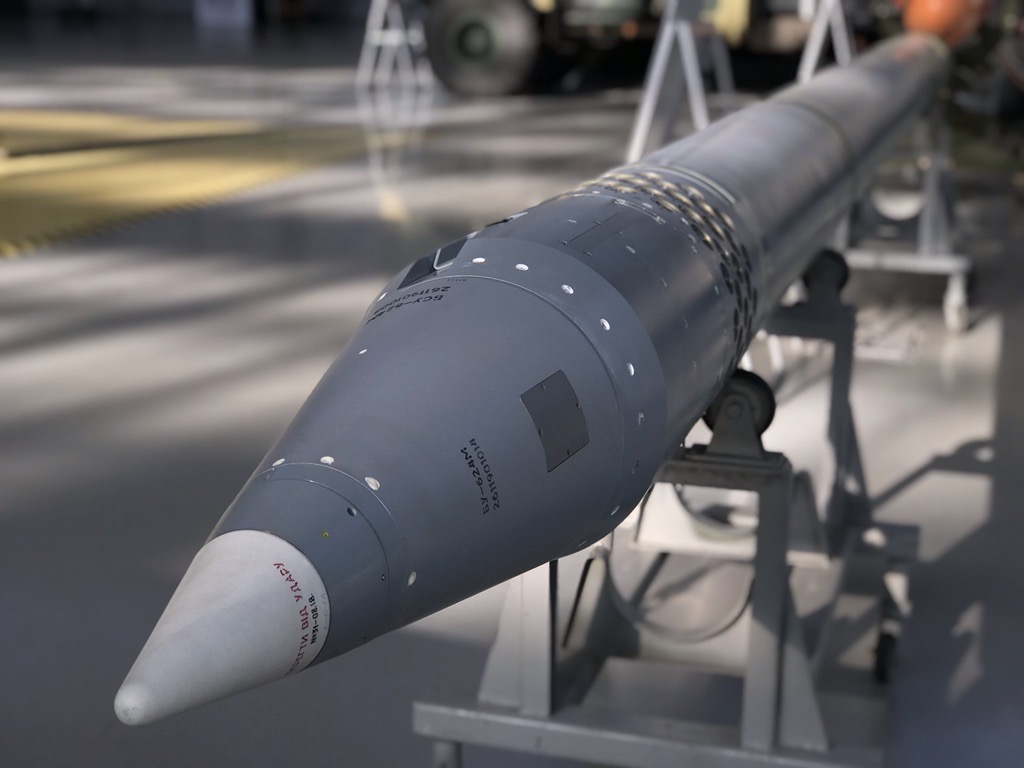
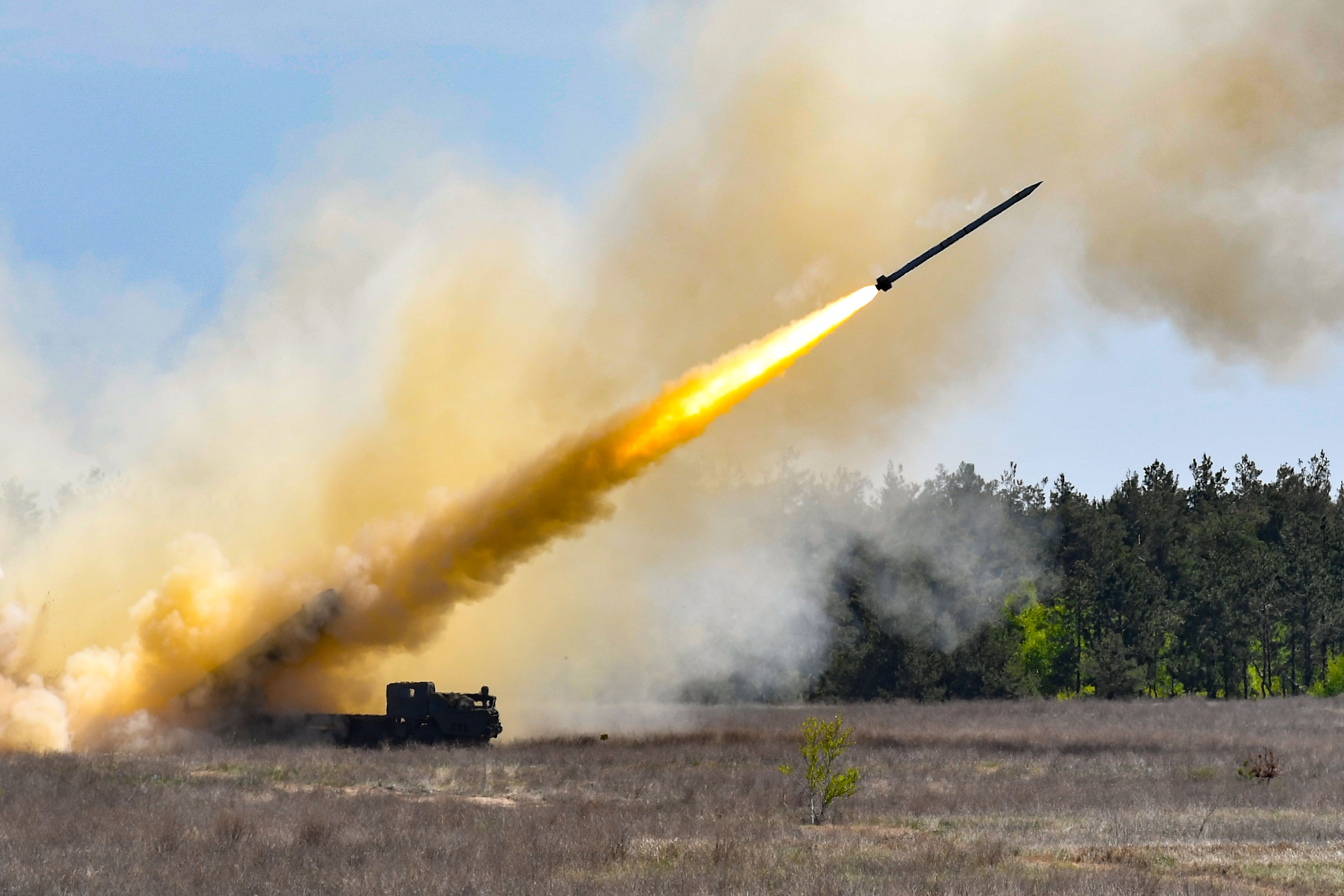